# 3-й гвардейский истребительный авиационный корпус
3-й гвардейский истребительный авиационный корпус (3-й гв. иак) — соединение Военно-Воздушных сил (ВВС) Вооружённых Сил РККА, принимавшее участие в боевых действиях Великой Отечественной войны.

## История наименований корпуса
- 4-й истребительный авиационный корпус;
- 3-й гвардейский истребительный авиационный корпус;
- 3-й гвардейский истребительный авиационный Ясский корпус;
- 3-й гвардейский истребительный авиационный Ясский Краснознамённый корпус;
- 3-й гвардейский истребительный авиационный Ясский Краснознамённый ордена Суворова корпус;
- 72-й гвардейский истребительный авиационный Ясский Краснознамённый ордена Суворова корпус;
- 72-й гвардейский истребительный авиационный Ясский Краснознамённый ордена Суворова корпус ПВО;
- 16-я гвардейская Ясская Краснознаменная ордена Суворова дивизия ПВО (04.1960);
- 16-я отдельная гвардейская Ясская Краснознаменная ордена Суворова дивизия ПВО (1980);
- 50-й отдельный гвардейский Ясский Краснознаменный ордена Суворова корпус ПВО (02.02.1986);
- 50-й гвардейский Ясский Краснознаменный ордена Суворова корпус ПВО (25.01.1989);
- 26-я гвардейская Ясская Краснознаменная ордена Суворова дивизия ПВО (01.12.1998);
- 10-я гвардейская Ясская Краснознаменная ордена Суворова бригада ПВО (2009);
- Войсковая часть (Полевая почта) 40882 (до 1980 г.);
- Войсковая часть (Полевая почта) 95002 (после 1980 г.);
- Войсковая часть (Полевая почта) 07172 (02.02.1986).

## История корпуса
3-й гвардейский истребительный авиационный корпус сформирован приказом НКО СССР 02 июля 1944 года путём переименования из 4-го истребительного авиационного корпуса.
Корпус прикрывал войска и аэродромы Воронежского, затем Степного (с 20 октября 1943 — 2-й Украинский) фронтов в Курской битве, Битве за Днепр, при освобождении Правобережной Украины, в Яссо-Кишинёвской, Дебреценской, Будапештской, Венской и Пражской наступательных операциях.
В августе 1944 года корпус участвовал в Ясско-Кишинёвской наступательной операции. За отличия в боях при овладении войсками фронта города Яссы (21 августа) удостоен почётного наименования Ясского (15 сентября 1944 года). В октябре 1944 года — феврале 1945 года корпус принимал участие в Дебреценской и Будапештской наступательных операциях, в ходе которых успешно прикрывал главным образом соединения 1-й конно-механизированной (с 26 января 1945 года 1-я гвардейской конно-механизированной) группы 2-го Украинского фронта.
В Балатонской операции во взаимодействии с истребительными авиационными соединениями 17-й воздушной армии надёжно прикрывал войска 3-го Украинского фронта от ударов вражеской авиации при отражении ими контрнаступления противника. Успешные воздушные бои с авиацией противника корпус вёл в марте — апреле в Венской, а в мае — в Пражской наступательных операциях.

### Участие в операциях и битвах
- Яссо-Кишинёвская операция с 20 августа 1944 года по 29 августа 1944 года.
- Белградская операция с 28 сентября 1944 года по 20 октября 1944 года.
- Дебреценская операция с 6 октября 1944 года по 28 октября 1944 года.
- Будапештская операция с 29 октября 1944 года по 13 февраля 1945 года.
- Западно-Карпатская операция с 12 января 1945 года по 18 февраля 1945 года.
- Балатонская операция с 6 марта 1945 года по 15 марта 1945 года.
- Братиславско-Брновская наступательная операция с 25 марта 1943 года по 5 мая 1945 года.
- Пражская операция с 6 мая 1945 года по 11 мая 1945 года.

За образцовое выполнение заданий командования в боях с немецкими войсками при освобождении Чехословакии награждён орденами Суворова 2-й степени (17 мая 1945 года) и Красного Знамени (4 июня 1945 года). В годы войны соединения корпуса произвели свыше 41 тысячи самолёто-вылетов и уничтожили более 2 тысяч самолётов противника. За боевые подвиги несколько тысяч его воинов награждены орденами и медалями, а 46 из них присвоено звание Героя Советского Союза.

### В действующей армии
В составе действующей армии корпус находился 314 дней:
- со 2 июля 1944 года по 11 мая 1945 года.

### Прослевоенная история корпуса
3-й гвардейский истребительный авиационный Ясский Краснознамённый ордена Суворова корпус 10 января 1949 года переименован в 72-й гвардейский истребительный авиационный Ясский Краснознамённый ордена Суворова корпус.
В апреле 1960 года корпус в связи с реорганизацией Вооруженных Сил был переформирован в соответствии с Законом Верховного Совета СССР «О новом значительном сокращении ВС СССР» от 15.01.1960 г. в 16-ю гвардейскую Ясскую Краснознамённую ордена Суворова дивизию ПВО. При этом в состав новой дивизии вошли полки корпуса:
- 66-й истребительный авиационный Алленштайнский ордена Суворова полк ПВО (Джебел, Ашхабадская область, Туркменская ССР, МиГ-17);
- 177-й гвардейский истребительный авиационный Дебреценский ордена Суворова полк ПВО (Янгаджа, Туркменская ССР, МиГ-17);
- 179-й гвардейский истребительный авиационный Трансильванский ордена Суворова полк ПВО (Красноводск, Туркменская ССР, МиГ-17);
- 364-й истребительный авиационный полк ПВО (Небит-Даг, Ашхабадская область, Туркменская ССР, МиГ-17).

В дальнейшие годы в составе дивизии были расформированы 66-й и 177-й гвардейский истребительные авиационные полки.

## Командиры корпуса
- Генерал-майор авиации Подгорный Иван Дмитриевич, период нахождения в должности с 02 июля 1944 года по 13 сентября 1945 г.[4]
- Генерал-лейтенант авиации Подгорный Иван Дмитриевич, период нахождения в должности с 13 сентября 1944 года по 11 мая 1945 г.[4]
- Герой Советского Союза полковник Тараненко Иван Андреевич[5]. Период нахождения в должности: с февраля 1947 года по январь 1949 года
- генерал-майор авиации Додонов Валентин Яковлевич[6]. Период нахождения в должности: с декабря 1951 года по март 1957 года.

## В составе объединений
| Объединение                                                        | Период                  |
| ------------------------------------------------------------------ | ----------------------- |
| 5-я воздушная армия 2-го Украинского фронта                        | 02.07.1944 — 01.08.1945 |
| 17-я воздушная армия Южная группа войск                            | 01.08.1945 — 01.10.1947 |
| 7-я воздушная армия Закавказский военный округ                     | 01.10.1947 — 20.02.1949 |
| 62-я воздушная армия Закавказский военный округ                    | 20.02.1949 — 20.02.1950 |
| 42-я воздушная истребительная армия ПВО Закавказский военный округ | 20.02.1950 — 20.03.1950 |
| 42-я воздушная истребительная армия ПВО Бакинский район ПВО        | 20.03.1950 — 01.06.1954 |
| 42-я воздушная истребительная армия ПВО Бакинский округ ПВО        | 01.06.1954 — 01.03.1960 |

## Соединения, части и отдельные подразделения корпуса
| - 294-я Полтавско-Александрийская истребительная авиационная дивизия - 6-й истребительный авиационный полк - 183-й истребительный авиационный полк - 427-й истребительный авиационный полк - 302-я Кировоградская истребительная авиационная дивизия - 193-й истребительный авиационный полк - 240-й истребительный авиационный полк - 297-й истребительный авиационный полк - 409-я отдельная авиационная эскадрилья связи - 278-я отдельная рота связи - 2638-я военно-почтовая станция |

| - 13-я гвардейская Полтавско-Александрийская истребительная авиационная дивизия - 149-й гвардейский истребительный авиационный полк - 150-й гвардейский истребительный авиационный полк - 151-й гвардейский истребительный авиационный полк - 14-я гвардейская Кировоградская истребительная авиационная дивизия - 177-й гвардейский истребительный авиационный полк - 178-й гвардейский истребительный авиационный полк - 179-й гвардейский истребительный авиационный полк - 8-я гвардейская отдельная авиационная эскадрилья связи - 43-я отдельная гвардейская рота связи - 2638-я военно-почтовая станция |

## Статистика выполненных боевых задач
В период наступательных действий войск на Ясско-Кишинёвском направлениях лётчики корпуса с 20 августа по 05 сентября 1944 года произвели:
| боевых вылетов | налёт составил | проведено воздушных боёв |
| -------------- | -------------- | ------------------------ |
| 2043           | 2198 часов     | 47                       |

В результате боевых действий корпуса уничтожено и повреждено при штурмовках окружённой группировки противника
| вагонов | автомашин | повозок с грузами | сбито самолётов противника | уничтожено самолётов на аэродромах противника |
| ------- | --------- | ----------------- | -------------------------- | --------------------------------------------- |
| 20      | 141       | 410               | 99                         | 12                                            |

Всего за годы войны
| произведено самолёто-вылетов | уничтожено самолётов противника |
| ---------------------------- | ------------------------------- |
| более 41 000                 | более 2 000                     |

## Почётные наименования
- 3-му гвардейскому истребительному авиационному корпусу присвоено почётное наименование «Ясский»[10]
- 14-й гвардейской Кировоградской Краснознамённой ордена Суворова II степени истребительной авиационной дивизии присвоено почётное наименование «Будапештская»[11]
- 150-му гвардейскому Краснознамённому истребительному авиационному полку присвоено почётное наименование «Братиславский»[12]
- 151-му гвардейскому Краснознамённому истребительному авиационному полку присвоено почётное наименование «Венский»[13]
- 177-му гвардейскому истребительному авиационному полку присвоено почётное наименование «Дебреценский»[14]
- 179-му гвардейскому истребительному авиационному полку присвоено почётное наименование «Трансильванский»[15]

## Награды
- 3-й гвардейский истребительный авиационный Ясский ордена Суворова корпус за образцовое выполнение заданий командования в боях с немецкими захватчиками при овладении городами Яромержице, Зноймо, Голлабрунн, Штоккерау и проявленные при этом доблесть и мужество Указом Президиума Верховного Совета СССР от 4 июня 1945 года награждён орденом «Красного Знамени»[16].
- 13-я гвардейская Полтавско-Александрийская истребительная авиационная дивизия Указом Президиума Верховного Совета СССР от 29 сентября 1944 года награждена орденом Кутузова II степени
- 13-я гвардейская Полтавско-Александрийская ордена Кутузова II степени истребительная авиационная дивизия Указом Президиума Верховного Совета СССР от 7 февраля 1945 года награждена орденом Красного Знамени
- 14-я гвардейская Кировоградская истребительная авиационная дивизия Указом Президиума Верховного Совета СССР от 29 сентября 1944 года награждена орденом Суворова II степени
- 14-я гвардейская Кировоградская ордена Суворова II степени истребительная авиационная дивизия Указом Президиума Верховного Совета СССР от 14 октября 1944 года награждена орденом Красного Знамени
- 149-й гвардейский истребительный авиационный полк Указом Президиума Верховного Совета СССР от 5 апреля 1945 года награждён орденом Красного Знамени
- 150-й гвардейский истребительный авиационный полк Указом Президиума Верховного Совета СССР от 6 января 1945 года награждён орденом Красного Знамени
- 151-й гвардейский Венский Краснознамённый истребительный авиационный полк Указом Президиума Верховного Совета СССР от 4 июня 1945 года награждён орденом Богдана Хмельницкого II степени
- 177-й гвардейский Дебреценский истребительный авиационный полк Указом Президиума Верховного Совета СССР от 26 апреля 1945 года награждён орденом Суворова III степени
- 178-й гвардейский истребительный авиационный полк Указом Президиума Верховного Совета СССР от 14 ноября 1944 года награждён орденом Богдана Хмельницкого II степени
- 178-й гвардейский ордена Богдана Хмельницкого II степени истребительный авиационный полк Указом Президиума Верховного Совета СССР от 17 мая 1945 года награждён орденом Красного Знамени
- 179-й гвардейский Трансильванский истребительный авиационный полк Указом Президиума Верховного Совета СССР от 26 апреля 1945 года награждён орденом Суворова III степени

## Герои Советского Союза
Звания Героя Советского Союза удостоены 46 лётчиков, воевавших в составе корпуса.
| - Евстигнеев Кирилл Алексеевич, гвардии капитан, командир эскадрильи 178-го гвардейского истребительного авиационного полка 14-й гвардейской истребительной авиационной дивизии 3-го гвардейского истребительного авиационного корпуса 5-й воздушной армии 23 февраля 1945 года удостоен звания дважды Герой Советского Союза. Золотая Звезда № 4039 - Жигулёнков Борис Васильевич, гвардии старший лейтенант, заместитель командира эскадрильи 178-го гвардейского истребительного авиационного полка 14-й гвардейской истребительной авиационной дивизии 3-го гвардейского истребительного авиационного корпуса 5-й воздушной армии 26 октября 1944 года удостоен звания Герой Советского Союза. Золотая Звезда не вручена в связи с гибелью - Рязанцев Алексей Фёдорович, гвардии майор, штурман 179-го гвардейского истребительного авиационного полка 14-й гвардейской истребительной авиационной дивизии 3-го гвардейского истребительного авиационного корпуса 5-й воздушной армии 23 февраля 1945 года удостоен звания Герой Советского Союза. Золотая Звезда № 5450 - Брызгалов Павел Александрович, гвардии старший лейтенант, заместитель командира эскадрильи 178-го гвардейского истребительного авиационного полка 14-й гвардейской истребительной авиационной дивизии 3-го гвардейского истребительного авиационного корпуса 5-й воздушной армии 15 мая 1946 года удостоен звания Герой Советского Союза. Золотая Звезда № 4977 - Василевский Егор Васильевич, гвардии капитан, командир эскадрильи 151-го гвардейского истребительного авиационного полка 13-й гвардейской истребительной авиационной дивизии 3-го гвардейского истребительного авиационного корпуса 5-й воздушной армии 15 мая 1946 года удостоен звания Герой Советского Союза. Золотая Звезда № 5457 - Догадайло Алексей Дмитриевич, гвардии старший лейтенант, командир звена 177 -го гвардейского истребительного авиационного полка 14-й гвардейской истребительной авиационной дивизии 3-го гвардейского истребительного авиационного корпуса 5-й воздушной армии 15 мая 1946 года удостоен звания Герой Советского Союза. Золотая Звезда № 6911 - Дьячков Александр Алексеевич, гвардии старший лейтенант, лётчик 179-го гвардейского истребительного авиационного полка 14-й гвардейской истребительной авиационной дивизии 3-го гвардейского истребительного авиационного корпуса 5-й воздушной армии 15 мая 1946 года удостоен звания Герой Советского Союза. Золотая Звезда не вручена в связи с гибелью. - Егоров Николай Сергеевич, гвардии старший лейтенант, командир эскадрильи 150-го гвардейского истребительного авиационного полка 13-й гвардейской истребительной авиационной дивизии 3-го гвардейского истребительного авиационного корпуса 5-й воздушной армии 15 мая 1946 года удостоен звания Герой Советского Союза. Золотая Звезда № 7518 - Коновалов Сергей Иванович, гвардии старший лейтенант, заместитель командира эскадрильи 150-го гвардейского истребительного авиационного полка 13-й гвардейской истребительной авиационной дивизии 3-го гвардейского истребительного авиационного корпуса 5-й воздушной армии 15 мая 1946 года удостоен звания Герой Советского Союза. Золотая Звезда № 6908 - Кононенко Никита Никифорович, гвардии капитан, штурман 179-го гвардейского истребительного авиационного полка 14-й гвардейской истребительной авиационной дивизии 3-го гвардейского истребительного авиационного корпуса 5-й воздушной армии 15 мая 1946 года удостоен звания Герой Советского Союза. Золотая Звезда № 5450 - Красавин Константин Алексеевич, гвардии майор, заместитель командира 150-го гвардейского истребительного авиационного полка 13-й гвардейской истребительной авиационной дивизии 3-го гвардейского истребительного авиационного корпуса 5-й воздушной армии 15 мая 1946 года удостоен звания Герой Советского Союза. Золотая Звезда № 5444 - Мальцев Константин Савельевич, гвардии капитан, командир эскадрильи 177-го гвардейского истребительного авиационного полка 14-й гвардейской истребительной авиационной дивизии 3-го гвардейского истребительного авиационного корпуса 5-й воздушной армии 15 мая 1946 года удостоен звания Герой Советского Союза. Золотая Звезда № 8964 - Мудрецов Валентин Фёдорович, гвардии старший лейтенант, заместитель командира эскадрильи 178-го гвардейского истребительного авиационного полка 14-й гвардейской истребительной авиационной дивизии 3-го гвардейского истребительного авиационного корпуса 5-й воздушной армии 15 мая 1946 года удостоен звания Герой Советского Союза. Золотая Звезда № 6901 - Мухин Анатолий Фёдорович, гвардии старший лейтенант, командир звена 177 -го гвардейского истребительного авиационного полка 14-й гвардейской истребительной авиационной дивизии 3-го гвардейского истребительного авиационного корпуса 5-й воздушной армии 15 мая 1946 года удостоен звания Герой Советского Союза. Золотая Звезда № 8992 - Носов Савелий Васильевич, гвардии лейтенант, командир звена 150-го гвардейского истребительного авиационного полка 13-й гвардейской истребительной авиационной дивизии 3-го гвардейского истребительного авиационного корпуса 5-й воздушной армии 15 мая 1946 года удостоен звания Герой Советского Союза. Золотая Звезда № 7524 - Середа Игорь Емельянович, гвардии лейтенант, командир звена 178-го гвардейского истребительного авиационного полка 14-й гвардейской истребительной авиационной дивизии 3-го гвардейского истребительного авиационного корпуса 5-й воздушной армии 15 мая 1946 года удостоен звания Герой Советского Союза. Золотая Звезда № 6666 - Шаменков Иван Фролович, гвардии старший лейтенант, командир звена 150-го гвардейского истребительного авиационного полка 13-й гвардейской истребительной авиационной дивизии 3-го гвардейского истребительного авиационного корпуса 5-й воздушной армии 15 мая 1946 года удостоен звания Герой Советского Союза. Золотая Звезда № 6905 - Блинов Алексей Павлович, гвардии старший лейтенант, заместитель командира эскадрильи 177-го гвардейского истребительного авиационного полка 14-й гвардейской истребительной авиационной дивизии 3-го гвардейского истребительного авиационного корпуса 5-й воздушной армии 23 февраля 1948 года удостоен звания Герой Советского Союза. Золотая Звезда № 8308 |

## Базирование
| Период               | Аэродромы              |
| -------------------- | ---------------------- |
| 10.1947 — 01.04.1960 | Красноводск, Туркмения |